# Campionati del mondo di ciclismo su strada 2002 - Cronometro maschile Elite
La cronometro maschile Elite dei Campionati del mondo di ciclismo su strada 2002 è stata corsa il 10 ottobre in Belgio, a Heusden-Zolder, su un percorso di 40,4 km. Il colombiano Santiago Botero ha vinto la gara con il tempo di 48'08"45 alla media di 50,352 km/h.

## Classifica (Top 10)
| Pos. | Corridore                 | Squadra       | Tempo     |
| ---- | ------------------------- | ------------- | --------- |
| 1    | Santiago Botero           | Colombia      | 48'08"45  |
| 2    | Michael Rich              | Germania      | a 8"23    |
| 3    | Igor González de Galdeano | Spagna        | a 17"15   |
| 4    | László Bodrogi            | Ungheria      | a 25"53   |
| 5    | Uwe Peschel               | Germania      | a 33"76   |
| 6    | David Millar              | Gran Bretagna | a 35"32   |
| 7    | Aitor González            | Spagna        | a 1'04"03 |
| 8    | Michael Rogers            | Australia     | a 1'06"34 |
| 9    | Fabian Cancellara         | Svizzera      | a 1'07"81 |
| 10   | Raivis Belohvoščiks       | Lettonia      | a 1'15"42 |